# Носій даних
Носі́й даних (англ. data medium) — матеріальний об'єкт природного або штучного походження, який здатний містити, зберігати інформацію (дані) і бути готовим до зчитування і передачі даних.

## Класифікація
Іноді носіями інформації також називають об'єкти, читання інформації з яких не потребує спеціальних пристроїв — наприклад паперові носії.

### Типи носіїв
- носії візуальної інформації;
- паперові носії;
- аудіоносії;
- відеоносії;
- магнітні носії;
- перфоносії;
- дискові носії;
- електронні носії;
- алмазні носії[1].

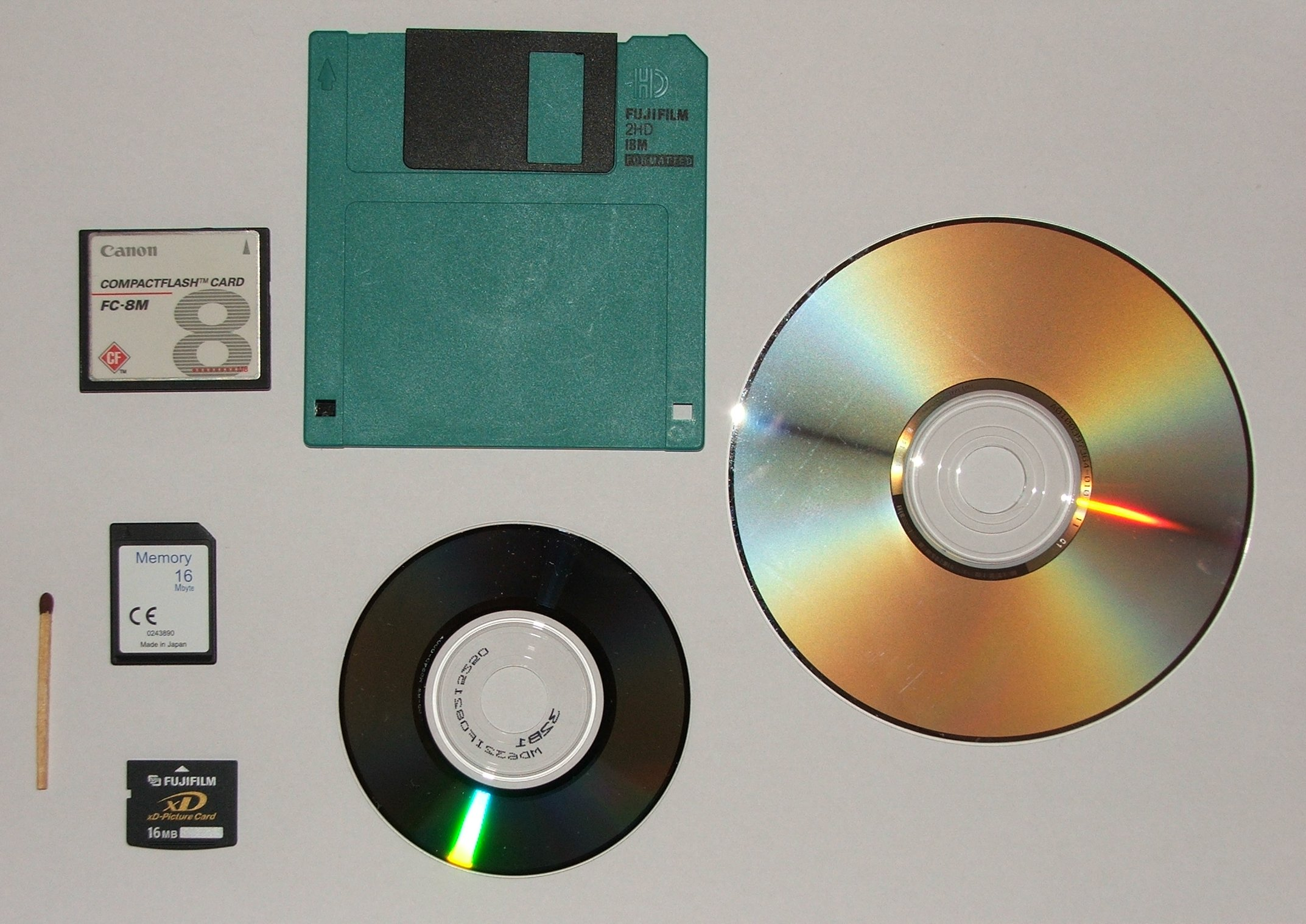
Цифрові носії інформації — компакт-диски, дискета, карти пам'яті

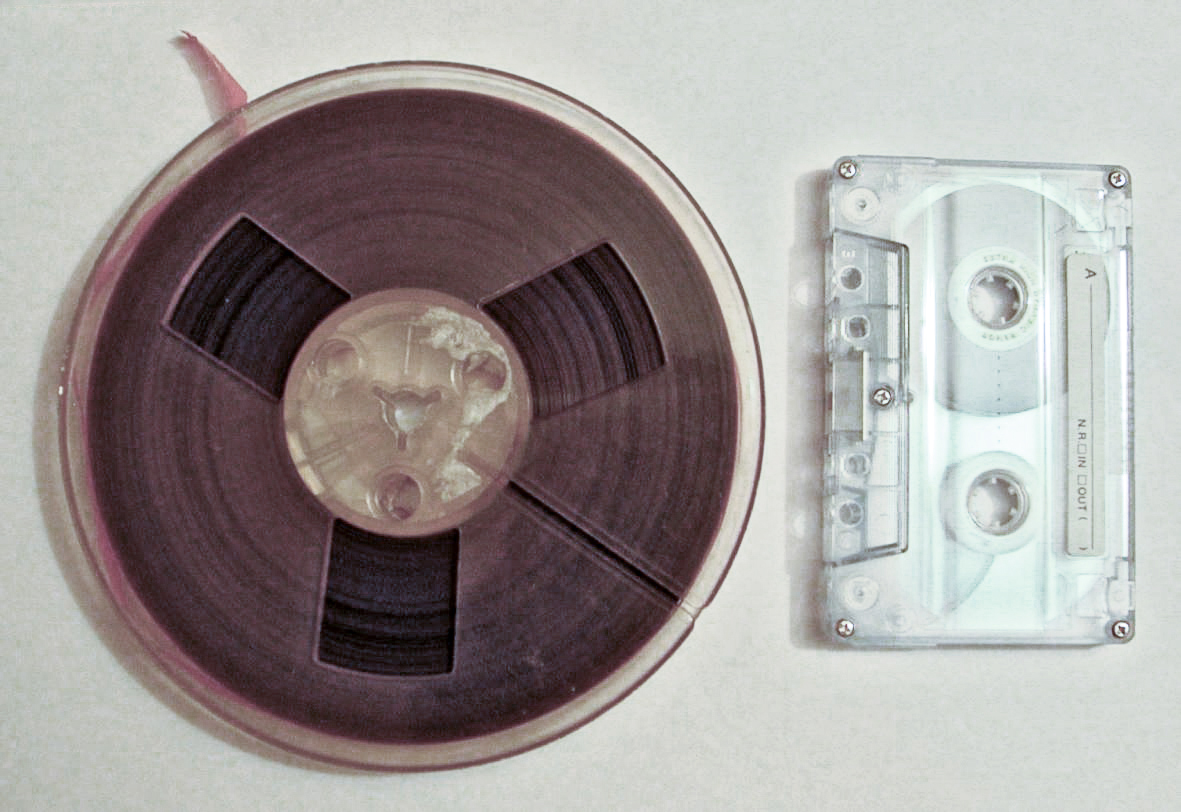
Аналогові носії інформації — магнітна стрічка на котушці і всередині компакт-касети

До кожного з типу носіїв, як правило, можна придумати чи знайти численні підвиди і підтипи конкретних пристроїв чи засобів.

За формою сигналу, який використовується для запису та зчитування даних, розрізняють:
- аналогові (наприклад, вінілова платівка);
- цифрові носії.

Для перезапису інформації з аналогового носія на цифровий чи навпаки необхідно застосовувати аналого-цифрове чи цифро-аналогове перетворення сигналу.
За призначенням (за типом використання) розрізняють носії
- для використання на різних пристроях (наприклад, CD, DVD, аудіо- та відеокасети);
- вмонтовані у певний пристрій (Наприклад, USB-флешки — власне накопичувачем вважається флеш-пам'ять, а пристроєм зчитування-записування можна вважати контролер флеш-пам'яті та інші електронні схеми всередині пристрою, що становлять єдиний прилад — флешку, яка придатна для багаторазового використання, у тому числі на різних комп'ютерах, але не завжди на різних операційних системах).

#### За стійкістю запису і можливістю перезапису
- Постійні запам'ятовувальні пристрої (ПЗП), вміст яких не може бути змінено кінцевим користувачем (наприклад, CD-ROM, DVD-ROM). Такий пристрій в робочому режимі допускає тільки зчитування інформації.
- Записувані пристрої, у які кінцевий користувач може записати інформацію один раз (наприклад, CD-R, DVD-R, DVD+R, BD-R). Слід зазначити, що деякі оптичні диски не дозволяють фізично видаляти дані, проте є можливість «дописувати» нові, у тому числі модифікувати файлову систему (зазвичай, CDFS), що дозволяє приховати вже наявні дані, але не видаляє їх фізично з носія. Деякі програвачі можуть не «бачити» додаткові сесії даних (доданих чи «видалених» попередніх даних) на відміну від ПК, тому це слід враховувати для забезпечення сумісності між пристроями.
- Перезаписувані пристрої (наприклад, CD-RW, DVD-RW, DVD+RW, BD-RE, DVD-RAM, магнітна стрічка тощо).
- Оперативні пристрої забезпечують режим запису, зберігання й зчитування інформації в процесі її обробки. Швидкі, але дорогі ОЗП (SRAM – статичні ОЗП) будуються на основі тригерів, повільніші, але дешеві різновиди (DRAM – динамічні ОЗП) будуються на основі конденсаторів. В обох видах оперативної пам'яті інформація зникає після вимкнення від джерела струму. Більше того, динамічні ОЗП потребують періодичного оновлення вмісту — регенерації.

#### За фізичним принципом зберігання
- перфораційні (з отворами або вирізами, котрі несуть собою дані) — перфокарта, перфострічка;
- механічні (з ви́гравійованою або відтиснутою спіральною борозенкою) — вінілові платівки, LP-платівка;
- магнітні — магнітна стрічка, магнітні диски (гнучкі диски, жорсткі диски, деякою мірою магнітооптичні диски), пам'ять на магнітних осердях;
- оптичні — оптичні диски CD, DVD, Blu-ray Disc, деякою мірою магнітооптичні диски;
- магнітооптичні — магнітооптичні компакт-диски (CD-MO, Hi-MD[2], MiniDisc);
- електронні (використовують ефекти напівпровідників) — флеш-карти пам'яті, флеш-пам'ять, оперативна пам'ять, кеш-пам'ять процесора.

#### За конструктивними (геометричними) особливостями
- дискові (магнітні диски, оптичні диски, магнітооптичні диски, гнучкі диски, вінілові платівки);
- стрічкові (магнітні стрічки, перфострічки, аудіокасети, відеокасети);
- барабанні (магнітні барабани);
- карткові (банківські картки, перфокарти, флеш-карти пам'яті, смарт-карти, Floppy з корпусом);
- мікросхемні (кеш-пам'ять процесора, флеш-пам'ять, статична оперативна пам'ять із довільним доступом, DRAM).

Іноді можуть поєднуватися кілька типів пам'ятей / форм-факторів / екземплярів у одному практичному виробі.

#### За швидкістю
- високошвидкісні (SSD, DVD-RAM, RAM, сучасні HDD[3], кеш-пам'ять процесора);
- середньої швидкості (деякі оптичні диски, флешки, флеш-карти пам'яті);
- низькошвидкісні (Floppy, перфокарти).

Потрібно зазначити, що швидкість роботи накопичувача досить сильно залежить від файлової системи, порядку і принципу розташування файлів (див. детальніше Фрагментація і дефрагментація). Інтерфейс підключення (чи шина передачі даних) також може чинити деякий вплив на швидкість.

#### За об'ємом (ємністю, місткістю)
- малої ємності (Floppy, кеш-пам'ять (процесорів), перфокарти, пам'ять на магнітних осердях, смарт-карти);
- середньої ємності (сучасні флеш-картки, CD, DVD);
- великої ємності (більшість HDD, ємні SSD, деякі види оптичних дисків, стрічкові накопичувачі).

Фактична практична ємність може залежати від кількості файлів, розміру кластера і/чи файлової системи.

#### За джерелом походження
- штучні (усі сучасні пристрої збереження даних);
- природного походження (стіни в печерах з написами — їх теж можна вважати носіями даних).

#### За тривалістю збереження даних (надійністю)
- для нетривалого збереження даних (кеш-пам'ять, RAM);
- для звичайних потреб (SSD, USB-флешки, картки пам'яті, оптичні диски);
- для тривалого збереження (перфокарти, паперові носії, HDD, більшість сучасних SSD, аудіокасети і відеокасети за належного зберігання).[джерело?]

## Місткість носія інформації
Місткість цифрового носія означає кількість інформації, яку на нього можна записати чи яку він може вмістити; її вимірюють у спеціальних одиницях — байтах, а також у їхніх похідних — кілобайтах, мегабайтах, або ж у кібібайтах, мебібайтах тощо. Наприклад, місткість найпоширеніших CD-носіїв становить 650 або 700 МБ, DVD-5 — 4,37 ГБ, двошарових DVD — 8,7 ГБ, Flash-накопичувачів — до кількох сотень гігабайтів, сучасних SSD та жорстких дисків — до 10 ТБ. Об'єм носіїв інформації невпинно росте.